# Колумбия на летних Олимпийских играх 1964
Колумбия принимала участие в Летних Олимпийских играх 1964 года в Токио (Япония) в шестой раз за свою историю, но не завоевала ни одной медали.